# 小野高明
小野 高明（おの たかあき、1951年 - ）は、日本の生物学者。学位は、理学博士（東京大学）。茨城大学教授。専門は植物学。

## 来歴・人物
1970年、埼玉大学理工学部生化学科卒業。1977年、東京大学大学院理学系研究科博士前期課程修了。1980年、東京大学大学院理学系研究科博士後期課程修了。理学博士（東京大学）。同年に理化学研究所に入所し、その後、1991年に同研究所副主任研究員を経て、1996年に理化学研究所フロンティア研究システム光生物研究チームリーダーとなる。2006年より茨城大学工学部生体分子機能学科教授に就任。

## 論文
- 「ラン藻Anacystis nidulansのチラコイド膜の分画法とその諸性質」（共著）,日本植物生理学会年会およびシンポジウム講演要旨集 18, 24, 1977
- 「Anacystis nidulansのチラコイド膜分画の電子伝達活性の温度依存性  -膜脂質相転移の影響」（共著）,日本植物生理学会年会およびシンポジウム講演要旨集 18, 25, 1977
- 「ラン藻Anacystis nidulansにおける光合成活性の温度適応」（共著）,日本植物生理学会年会および創立20周年記念特別講演  講演要旨集 20, 163, 1979
- 「ラン藻Anacystis nidulansの光合成の低温失活」（共著）,日本植物生理学会年会および創立20周年記念特別講演  講演要旨集 20, 164, 1979
- 「間欠光照射小麦葉緑体の酸素発生能の光活性化」（共著）,日本植物生理学会年会およびシンポジウム 講演要旨集 22, 203, 1982
- 「光化学系Ⅱ粒子における酸素発生系の性質」（共著）,日本植物生理学会年会とシンポジウム講演要旨集 23, 72, 1983
- 「オクチルグルコシドにより単離した酸素発生系  -光化学系Ⅱ反応中心複合体の性質」（共著）,日本植物生理学会年会とシンポジウム講演要旨集 24, 61, 1984
- 「33kDa蛋白質による酸素発生機能の再構成」（共著）,日本植物生理学会年会とシンポジウム講演要旨集 24, 63, 1984
- 「Triton系Ⅱ粒子の解体  Mn結合タンパク質の検索」（共著）,日本植物生理学会年会とシンポジウム講演要旨集 24, 64, 1984
- 「光合成酸素発生系,S-state turnoverにおける33kDa蛋白質の役割」（共著）,日本植物生理学会年会とシンポジウム講演要旨集 25, 287, 1985
- 「熱発光測定で観測されるAバンド(-10℃)の性質」（共著）,日本植物生理学会年会とシンポジウム講演要旨集 25, 288, 1985
- 「Trypsin処理による光合成酸素発生系の解析」（共著）,日本植物生理学会年会とシンポジウム講演要旨集 25, 292, 1985
- 「光活性化に伴う、Mn原子、24、33kDa蛋白質の酸素発生複合体への組み込み」（共著）,日本植物生理学会年会とシンポジウム講演要旨集 26, 38, 1986
- 「系2反応における33dDa表在性蛋白質の機能」（共著）,日本植物生理学会年会およびシンポジウム 講演要旨集 27, 192, 1987
- 「酸素発生系S-state変換過程におけるC1-の役割」（共著）,日本植物生理学会年会およびシンポジウム 講演要旨集 27, 244, 1987
- 「SigⅡによる光合成系Ⅱの低温での電荷再結合」（共著）,日本植物生理学会年会およびシンポジウム 講演要旨集 27, 320, 1987
- 「Sig ⅡsとマンガンマルチラインのEPRによるS2状態における光化学系Ⅱの電荷再結合の研究」（共著）,日本植物生理学会年会およびシンポジウム 講演要旨集 28, 114, 1988
- 「蛍光XANES法による酸素発生系Mnの存在状態に関する研究  Ⅱ 光活性化と33kD蛋白質遊離に伴う変化」（共著）,日本植物生理学会年会およびシンポジウム 講演要旨集 28, 117, 1988
- 「光合成における水分解系Mnクラスターの構造  -蛍光XANES法から」（共著）,秋の分科会講演予稿集 1988(3), 471, 1988
- 「光合成酸素発生系における Mn クラスターの分子構造解析  -高分解館 XANES による解析」（共著）,日本植物生理学会年会およびシンポジウム 講演要旨集 29, 281, 1989
- 「Caを除去した光合成酸素発生系で生じる S2-state の性質」（共著）,日本植物生理学会年会およびシンポジウム 講演要旨集 29, 284, 1989
- "X-ray detection of the period-four cycling of the manganese cluster in photosynthetic water oxidizing enzyme" ,Ono,T, et al. Science(1992)/258,1335
- 「光障害に対する光化学系Ⅱ電子伝達系阻害剤の効果」（共著）,植物化学調節学会研究発表記録集 (29), 128, 1994
- 「金属酵素の配位環境と機能」（共著）,季刊化学総説 (24), p168-189, 1995
- 「蛍光EXAFS法による光合成水分解酵素系Mnクラスターの局所構造解析」（共著）,日本物理学会講演概要集. 年会 50(3), 705, 1995
- 「光化学系Ⅱ阻害剤PNO8による系Ⅱ反応中心D1タンパク質の特異的分解  阻害剤の構造要求牲について  有機化学・天然物化学」（共著）,日本農藝化學會誌 69, 218, 1995
- 「Mnクラスターの超構造と水分解メカニズム 35億年前に生み出されたシステムの謎」（共著）,日本植物学会大会研究発表記録 59, 73, 1995
- 「光化学系Ⅱ阻害剤PNO8による系Ⅱ反応中心D1タンパク質の特異的切断  D1切断部位の検討」（共著）,植物化学調節学会研究発表記録集 (30), 110, 1995
- "Occupation of the QB-binding pocket by the photosystem two inhibitor triggers dark cleavage of the D1 protein tagged by brief preillumination" ,Nakajima,Y, et al. J.Biol.Chem.(1996)/271,17383
- 「酸素発生 -不可逆的生命進化へのトリガー」（共著）,化学と工業 50(5), 717-719, 1997
- 「光合成酸素発生系Mnクラスターの配向マルチライン信号の解析」（共著）,生物物理 37(SUPPLEMENT 2), S144, 1997
- 「Mnイオン間の磁気相互作用から見た光合成酸素発生系Mnクラスターの構造」（共著）,日本植物学会大会研究発表記録 62, 118, 1998
- 「酸素発生系Mnクラスター光生成(光活性化)の部分反応としてのMn (Ⅱ) イオンの結合と酸化」（共著）,生物物理 39(SUPPLEMENT1), S82, 1999
- 「時間-波長2次元光子計数法によるピコ秒蛍光解析  変異シロイヌナズナ葉とクラミドモナス細胞の検討」（共著）,生物物理 40(SUPPLEMENT1), S127, 2000
- 「光化学系Ⅱ反応中心D1タンパク質のP680近傍の部位特異的アミノ酸変異株を用いた解析」（共著）,生物物理 40(SUPPLEMENT1), S127, 2000
- 「光化学系ⅡのTyr-ZのESR信号と外部電荷効果」（共著）,生物物理 40(SUPPLEMENT1), S128, 2000
- 「光合成水酸化酵素系マンガンクラスターの『ダイアモンド』構造モデルとEXAFSスペクトル解析」（共著）,日本物理学会講演概要集 56(1-2), 290, 2001
- 「光化学系Ⅱの電子伝達体のパルスEPRによる位置決定  QAとChlZのYZからの距離」（共著）,生物物理 41(SUPPLEMENT1), S72, 2001
- "Light intensity dependent expression of Lhc gene family encoding the light-harvesting chlorophyll-a/b proteins of photosystem Ⅱ in Chlamydomonas reinhardtii", Teramoto,H.et al. Plant Physiology(2002)/130,325
- 「新規青色光受容体AppAの分光学的特性  -フラビンタンパク質の新規光反応機構」（共著）,生物物理 43(SUPPLEMENT1), S197, 2003
- 「低波数赤外分光法による酸素発生系マンガンクラスターの構造に関する研究」（共著）,生物物理 43(SUPPLEMENT1), S202, 2003
- 「フーリエ変換赤外分光法による光合成酸素発生複合体のS状態遷移の観測」（共著）,生物物理 43(SUPPLEMENT1), S202, 2003
- 「硝酸イオンをプローブとした光化学系Ⅱ酸素発生複合体の塩素イオン結合部位の構造変化の解析」（共著）,生物物理 43(SUPPLEMENT1), S203, 2003
- 「光化学系Ⅱの2次電子供与体チロシンラジカルYD,YZの分子構造・スピン密度・水素結合  -高周波CW/二次元パルスESR法による研究」（共著）,生物物理 43(SUPPLEMENT1), S203, 2003
- 「シアノバクテリアSynechocystis sp. PCC 6803の青色光受容体Slrl694の光反応サイクル」（共著）,生物物理 44(SUPPLEMENT1), S98, 2004
- 「青色光受容体AppAの光依存的構造変化  -再構成と特異的同位体ラベルによる研究」（共著）,生物物理 44(SUPPLEMENT1), S99, 2004
- 「フラビンの基準振動解析とラマン分光法による青色光受容タンパクAppAの光反応機構の解明」（共著）,生物物理 44(SUPPLEMENT1), S99, 2004
- 「低波数赤外分光法による光合成酸素発生反応中間状態の観測」（共著）,生物物理 44(SUPPLEMENT1), S172, 2004
- 「部位特異的変異導入による青色光受容BLUFタンパク質AppAの光依存的構造変化の解析」（共著）,生物物理 45(SUPPLEMENT1), S193, 2005
- "Vibrational analyses of di-m2-oxo bridged manganese dimers based on density functional theory caluculations: Theoretical evaluation of Mn-O vibrations of the Mn-cluster core for photosynthentetic oxygen-evolving complex", Hasegawa,K,and Ono,T, BCSJ79,,1025-1031,,2006
- 「フーリエ変換赤外分光法による光合成酸素発生系マンガンクラスターの構造および機能の解析」（共著）,生物物理 46(3), 124-129, 2006
- 「BLUF蛋白質における光誘起分子内・分子間相互作用変化」（共著）,生物物理 47(SUPPLEMENT1), S264, 2007
- 「分光測定法 熱発光・遅延発光」,低温科学 67, 453-463, 2008